# Dorfkirche Saxdorf

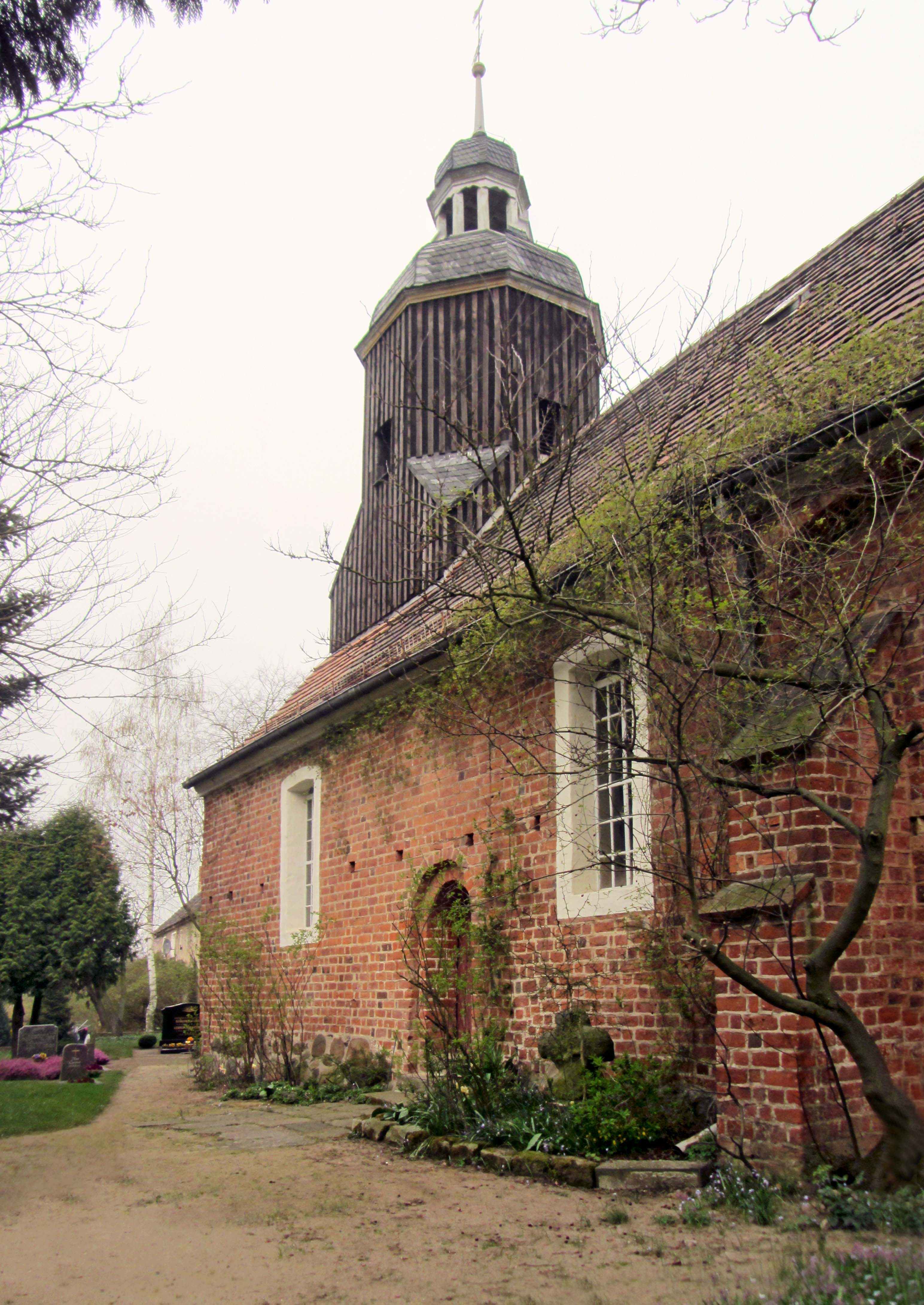
Dorfkirche Saxdorf

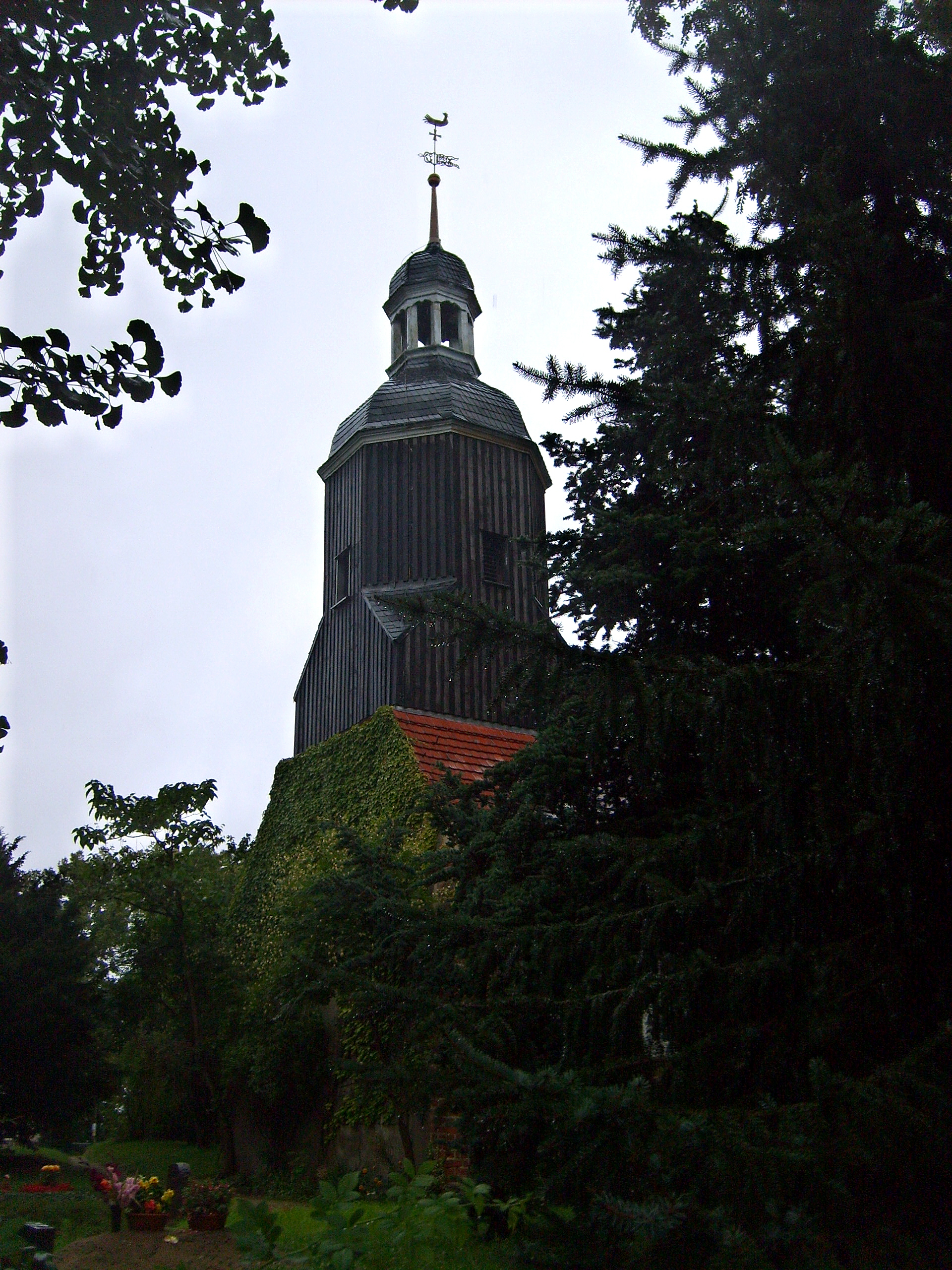
Ansicht der Kirche von Südwesten

Die evangelische Dorfkirche Saxdorf ist ein denkmalgeschütztes Kirchengebäude im Ortsteil Saxdorf der Kleinstadt Uebigau-Wahrenbrück im südbrandenburgischen Landkreis Elbe-Elster.
Die im 13. Jahrhundert errichtete Kirche ist seit Jahrzehnten Mittelpunkt vieler kultureller Veranstaltungen. Der vom Künstler Hanspeter Bethke gestaltete Saxdorfer Pfarrgarten wurde von den Zuschauern des Rundfunk Berlin-Brandenburg (RBB) im Jahr 2013 zu einem der schönsten Gärten der Region Berlin-Brandenburg gewählt.

## Baubeschreibung und -geschichte
Bei der Saxdorfer Kirche handelt es sich um einen aus Backstein bestehenden spätromanischen Saalbau aus dem 13. Jahrhundert. Im Osten des Kirchenschiffs schließt sich eine leicht eingezogene Halbkreisapsis an. Im Jahre 1585 wurde die Kirche zerstört und anschließend um etwa sechs Meter verkürzt wieder aufgebaut. Dabei entstand die erneuerte Westseite aus Raseneisenstein. Im Westen des Kirchenschiffs befindet sich ein verbretterter oktogonaler Dachturm mit Schweifhaube und Laterne aus dem Jahre 1765.
In den 1970er und 80er Jahren fanden in ihr Restaurierungsarbeiten statt. Dabei wurden Fresken an der Nordwand sowie Reste von Ornamentmalerei in der Apsis freigelegt. Außerdem wurden die spitzbogigen Fenster der Apsis rekonstruiert.
Die Kirche ist seit Jahrzehnten Mittelpunkt vieler kultureller Veranstaltungen. Seit 1974 finden hier regelmäßig die „Saxdorfer Sommerkonzerte“ statt. Namhafte Künstler, wie Dirk Zöllner, Baby Sommer und Tom Quaas traten hier auf. Johann Plietzsch gab das erste Konzert der Veranstaltungsreihe.
Saxdorf gehört zum Kirchenkreis Bad Liebenwerda. Vom Pfarramt Saxdorf wird auch die benachbarte Gemeinde Kauxdorf mitbetreut.

## Ausstattung (Auswahl)
Das Innere des Schiffs ist flachgedeckt. Hier befindet sich eine Hufeisenempore, die vermutlich im 16. Jahrhundert im Kern verändert wurde. Die an der Nordwand befindlichen spätgotischen Fresken stellen die Verkündigung und Geburt Christi dar, wobei das Jesuskind von einer Mandorla umgeben ist.
Zur Ausstattung gehört ein aus dem 16. Jahrhundert stammender und in einer Obhausener Werkstatt gefertigter spätgotischer Schnitzaltar. Im Mittelschrein des Altars ist Maria zwischen der Heiligen Ursula und der Heiligen Barbara zu sehen, in den Flügeln befinden sich je vier Apostel. Die bemalten Rückseiten der Flügel zeigen die Verkündigung, die Heimsuchung, die Geburt Christi und die Anbetung der Könige. Der hölzerne Kanzelkorb stammt aus dem 19. Jahrhundert. Die sich in der Kirche befindliche spätromanische Sandsteintaufe stand ursprünglich in der Dorfkirche Martinskirchen. Ferner ist in der Kirche ein Pastorenbildnis aus dem Jahre 1622 zu finden. Das auf Holz aufgebrachte Ölgemälde zeigt den 1622 verstorbenen Magister Johannes Cummer. Der 1575 in Dahlen geborene Geistliche war 13 Jahre Pfarrer in Saxdorf.
In der Kirche befindet sich des Weiteren eine im Jahre 1978 vom Bad Liebenwerdaer Orgelbauunternehmen Voigt erschaffene Orgel. Die Saxdorfer Orgel verfügt über eine mechanische Schleiflade, ein Manual, vier Register und ein angehängtes Pedal. Das Instrument wurde 2011 generalüberholt.

## Grabmäler

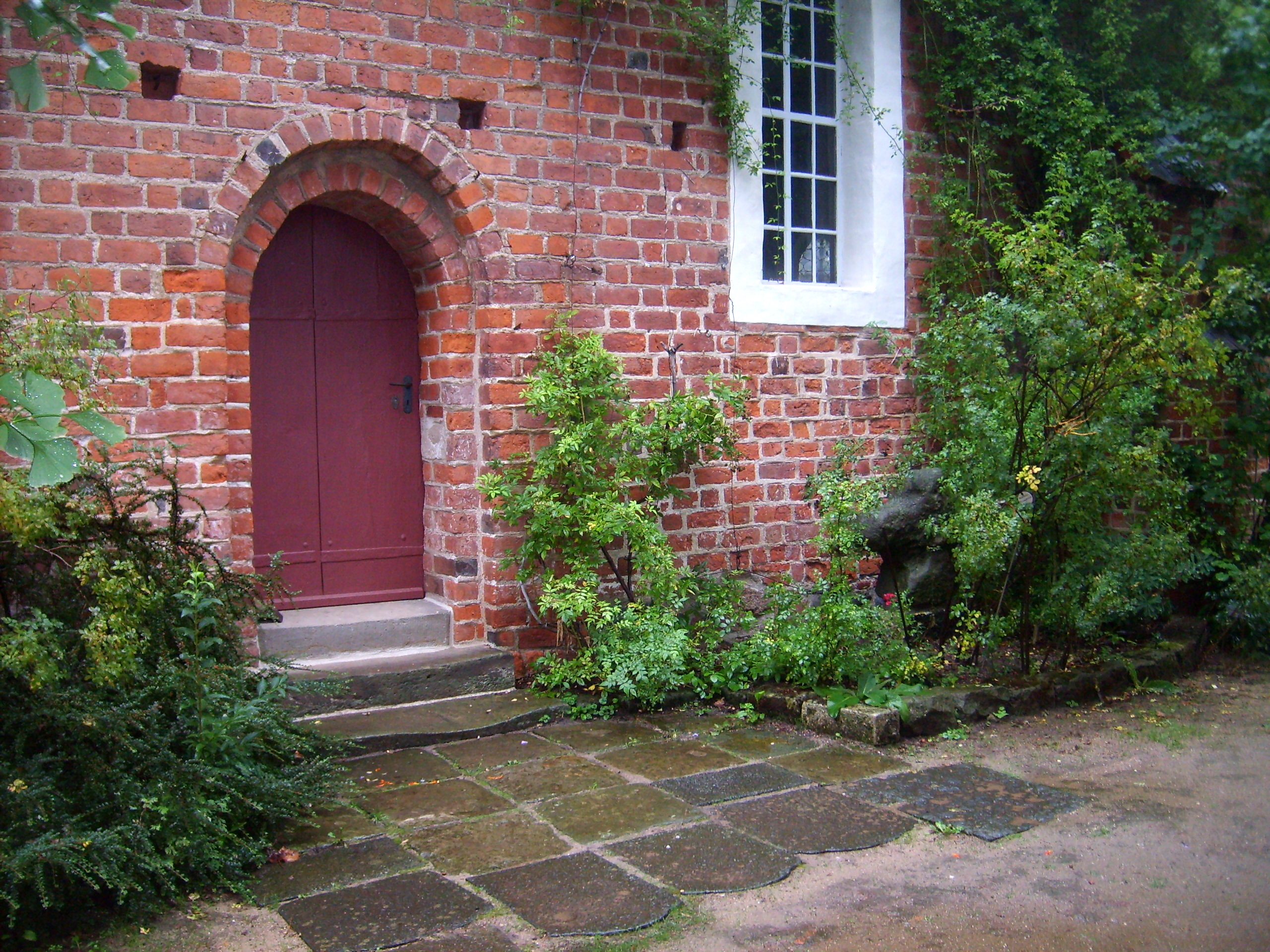
Südliches Eingangsportal der Kirche mit Steinkreuz

Die Saxdorfer Kirche ist vom örtlichen Friedhof umgeben. In der Kirche selbst befinden sich ebenfalls mehrere Grabmäler:
- Grabstein mit figürlicher Büste für Wenzeslaus Glogo († 1554)[3]
- Grabstein für Pastor Johann Gottfried Schaaff († 1719)[3]
- Grabstein des Richters Hans Blumisch († 1728)[3]

Neben dem südlichen Eingangsportal der Kirche befindet sich ein 78 cm × 92 cm × 31 cm großes Steinkreuz. Sein ursprünglicher Standort befand sich am Ortsausgang in Richtung Kauxdorf. Es wurde 1980 zum heutigen Standort umgesetzt. Ein weiteres Steinkreuz befand sich ursprünglich auch an der Straße nach Koßdorf am Kilometer 5,4.
Vor dem Saxdorfer Pfarrhaus in unmittelbarer Nähe der Kirche ist ein Gefallenendenkmal in Form einer Granit-Stele zu Ehren der im Ersten Weltkrieg gefallenen Einwohner des Dorfes zu finden. Das Denkmal befindet sich in der Gegenwart wie die Kirche auf der Denkmalschutzliste des Landes Brandenburg.

## Gartenkunstwerk „Pfarrgarten Saxdorf“

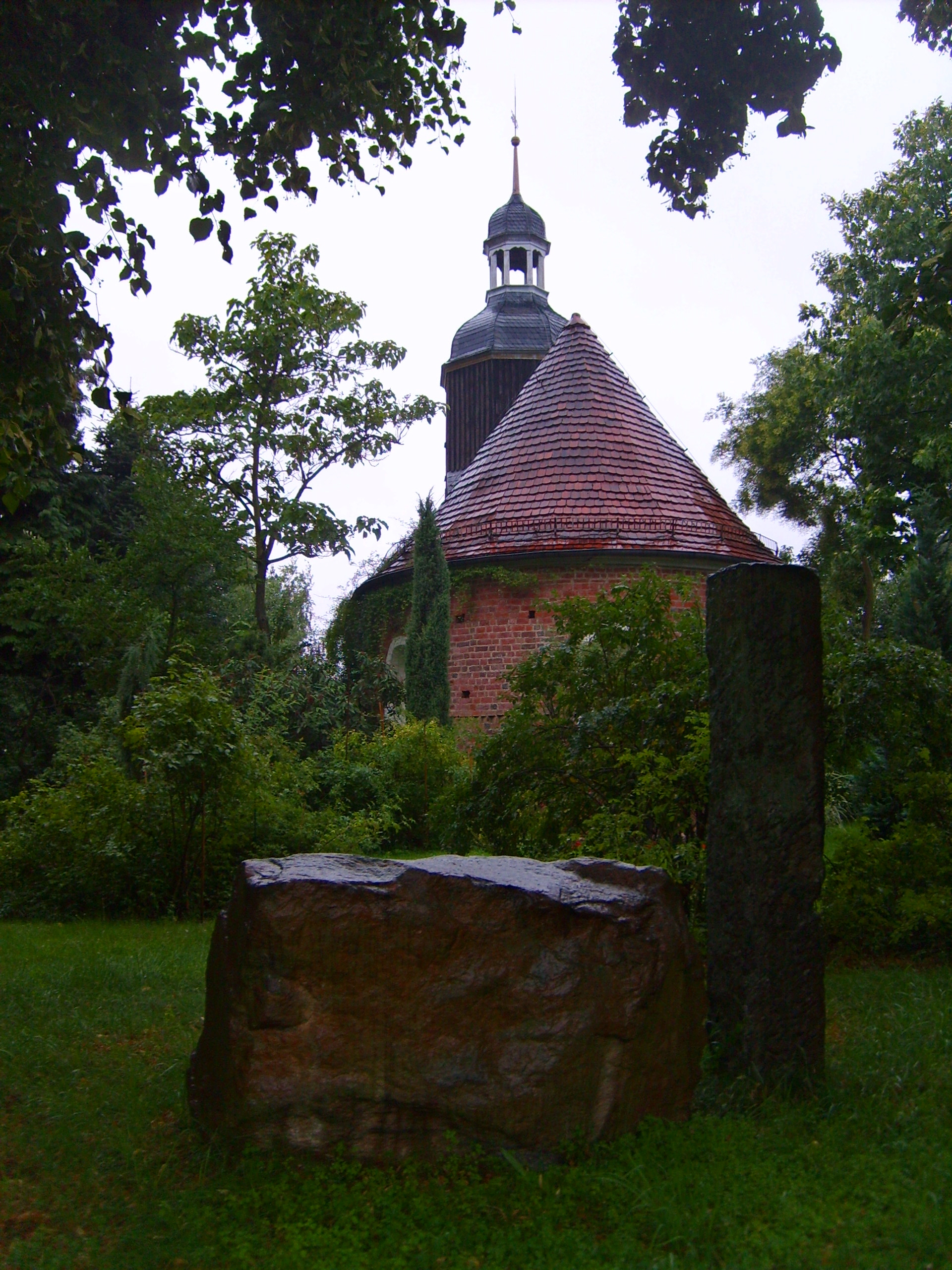
Ansicht von Osten mit Apsis

In unmittelbarer Nachbarschaft der Kirche ist der inzwischen unter Gartenfachleuten und -freunden bundesweit bekannte Pfarrgarten des Ortes mit einheimischen und ausländischen Pflanzen, Sträuchern und Bäumen zu finden.
Der etwa 4000 Quadratmeter umfassende Garten, der seit Jahrzehnten vom Saxdorfer Pfarrer Karl-Heinrich Zahn und dem Künstler Hanspeter Bethke gestaltet und gepflegt wird, beherbergt derzeit etwa 3000 verschiedene Pflanzenarten- und sorten, darunter 300 verschiedene Rosensorten. Er zählt jährlich etwa 6000 Besucher und wurde 2013 von den Zuschauern des Rundfunk Berlin-Brandenburg (RBB) zu einem der 15 schönsten Gärten der Region Berlin-Brandenburg gewählt. In der RBB-Sendereihe Landschleicher und diversen anderen Medien wurde er auch als einer der schönsten Gärten Deutschlands bezeichnet.

## Persönlichkeiten
- Karl-Heinrich Zahn (1939–2021)

Der studierte Theologe ist seit 1967 Pfarrer in Saxdorf. 1999 bekam er für seine kulturelle Tätigkeit in Saxdorf das Bundesverdienstkreuz verliehen.
- Hanspeter Bethke (1935–2018)

Der Künstler absolvierte von 1954 bis 1959 ein Studium am Institut für künstlerische Werkgestaltung Halle-Burg Giebichenstein. 1967 fand er Aufnahme in den Verband Bildender Künstler der DDR und begann im selben Jahr mit der Anlage und der Gestaltung des Saxdorfer Pfarrgartens. 2012 bekam er den Kulturpreis des Landkreises Elbe-Elster.